# 여우란
구왈갸 여우란(瓜爾佳 幼蘭, 1884년 ~ 1921년)은 중국 청나라의 황족 대복진 여성이며, 만주 정백기(正白旗) 출신이다.

## 생애
그녀는 청나라의 제12대 황제이자 최후 황제인 선통제 푸이(宣統帝 溥儀)의 어머니이며 선통제 푸이(宣統帝 溥儀)의 생부 순친왕 짜이펑(醇親王 載灃)은 그녀의 부군이다. 그의 생부 용루는 서태후의 열렬한 지지자였으며, 광서제의 백일 개혁을 뒤엎는데 가담했고, 서태후가 광서제를 궁궐에 감금, 유폐하는데 가담했다. 이 일로 순친왕 자이펑은 그녀의 아버지 용루를 상당히 싫어했다. 서태후의 눈밖에 나서 이익이 없다고 본 자이펑은 서태후가 용루의 딸과 결혼하라는 명령을 여러차례 받은 뒤, 고민 끝에 1901년 여우란과 결혼하였다. 부부의 결혼 생활은 불행했다.
순친왕 짜이펑(醇親王 載灃)의 본부인이기도 한 그녀는 1901년 순친왕 짜이펑과 결혼하여 그와의 사이에서 2남 3녀를 두었다. 1907년 11월 서태후의 명으로 장남 푸이가 황제가 되어 입궐했다. 그는 유모 왕렌쇼를 딸려 보냈다.
청나라 멸망 이후에도 베이징에 거주하다가 1921년 아편 중독증으로 인하여 향년 37세로 요절하였다. 아편에 중독됐던 그는 단강황귀비로부터 아들 푸이의 비행을 이유로 공개 질타당하자, 다량의 아편을 삼키고 사망했다 한다. 그의 사망 소식을 듣고도 푸이는 별로 슬퍼하는 기색이 없었다 한다.